# Course Féminine de Casablanca
Die Course Féminine de Casablanca ist eine Laufveranstaltung in Casablanca, die nur Frauen offensteht. Sie wird seit ihrer Erstaustragung 1993 von der 400-Meter-Hürden-Olympiasiegerin und heutigen Sportministerin Nawal El Moutawakel organisiert. Mit mittlerweile weit über 20.000 Teilnehmerinnen ist der Stadtlauf eine der größten Frauensportveranstaltungen weltweit, gleichzeitig aber auch einer der schnellsten Straßenläufe über 10 km.
1993 nahmen an der Erstveranstaltung, die damals noch über 5 km ging, 1381 Läuferinnen teil. Ein Jahr später waren es schon 5000. Nach einer Veranstaltungspause von sieben Jahren wurde das Rennen 2001 erneut gestartet, nun über die Distanz von 10 km und mit rapide ansteigender Resonanz.

## Statistik

### Streckenrekord
- 31:38 min, Zhor El Kamch (MAR), 2003

### Schnellste Läuferin 2008
- Firehiwot Dado (ETH), 33:58

### Siegerinnenliste
| Datum        | Siegerin             | Zeit  |
| ------------ | -------------------- | ----- |
| 18. Mai 2008 | Firehiwot Dado (ETH) | 33:58 |
| 20. Mai 2007 | Zhor El Kamch -6-    | 31:56 |
| 21. Mai 2006 | Teyba Erkesso (ETH)  | 31:53 |
| 22. Mai 2005 | Zakia Mrisho (TAN)   | 32:49 |
| 22. Mai 2004 | Zhor El Kamch -5-    | 31:51 |
| 11. Mai 2003 | Zhor El Kamch -4-    | 31:38 |
| Mai 2002     | Zhor El Kamch -3-    | 31:40 |
| 2001         | Zhor El Kamch -2-    | ???   |
| 1994         | Tegla Loroupe (KEN)  | ???   |
| 1993         | Zhor El Kamch (MAR)  | ???   |